# David R. Adams
David Randolph Adams (* 23. Januar 1941; † 30. Juli 2021) war ein US-amerikanischer Mathematiker, der sich mit Analysis befasste.
Adams wurde 1969 an der University of Minnesota in Minneapolis bei Norman George Meyers promoviert (Exceptional Sets for Bessel Potentials of Functions in {\displaystyle L_{p}}). Er war Professor an der University of Kentucky.
Er befasste sich insbesondere mit Potentialtheorie und partiellen Differentialgleichungen. So veröffentlichte er eine Monographie über Morrey-Räume, die in der Regularitätstheorie von partiellen Differentialgleichungen eine Rolle spielen.

## Schriften (Auswahl)
- mit Lars Inge Hedberg: Function spaces and potential theory, Grundlehren der mathematischen Wissenschaften 314, Springer 1996
- David R. Adams: Morrey Spaces. Springer Int., 2015, ISSN 2296-5009, S. XVII, 124, doi:10.1007/978-3-319-26681-7.